# Norman Burkett
Norman H. Burkett (ur. 23 września 1942 w Dublinie) – irlandzki malarz, grafik i rzeźbiarz działający przede wszystkim w Holandii.

## Życiorys
Studiował w Royal Academy of Arts w Londynie w latach 1971-1974. W 1975 otrzymał kanadyjską nagrodę stypendialną Elizabeth Greenshields. Przeniósł się do Holandii.

## Dzieła
Dzieła w przestrzeni publicznej:
- Zwolle: grupa rzeźbiarska w domu seniora,
- Goor: Jakub i Anioł (lokalny kościół),
- Weerribben: grupa rzeźbiarska Przecinacze trzciny,
- Diepenheim: grupa rzeźbiarska Praczki z Bleek,
- Hasselt: brązowa tablica dla straży pożarnej,
- Markelo: grupa rzeźbiarska w ratuszu (Beeldengroep Jeugd),
- Groningen: rzeźba z brązu Hendrik de Vries,
- Haaksbergen: rzeźba z brązu producenta tekstyliów, Jordaana,
- Markelo: Pomnik Wojenny na rynku,
- Kampen: rzeźba z brązu profesora Willema Kolffa,
- Kampen: Schokkermonument,
- Hardenberg: pomnik bohatera ruchu oporu Fritsa de Zwervera[2].

## Galeria

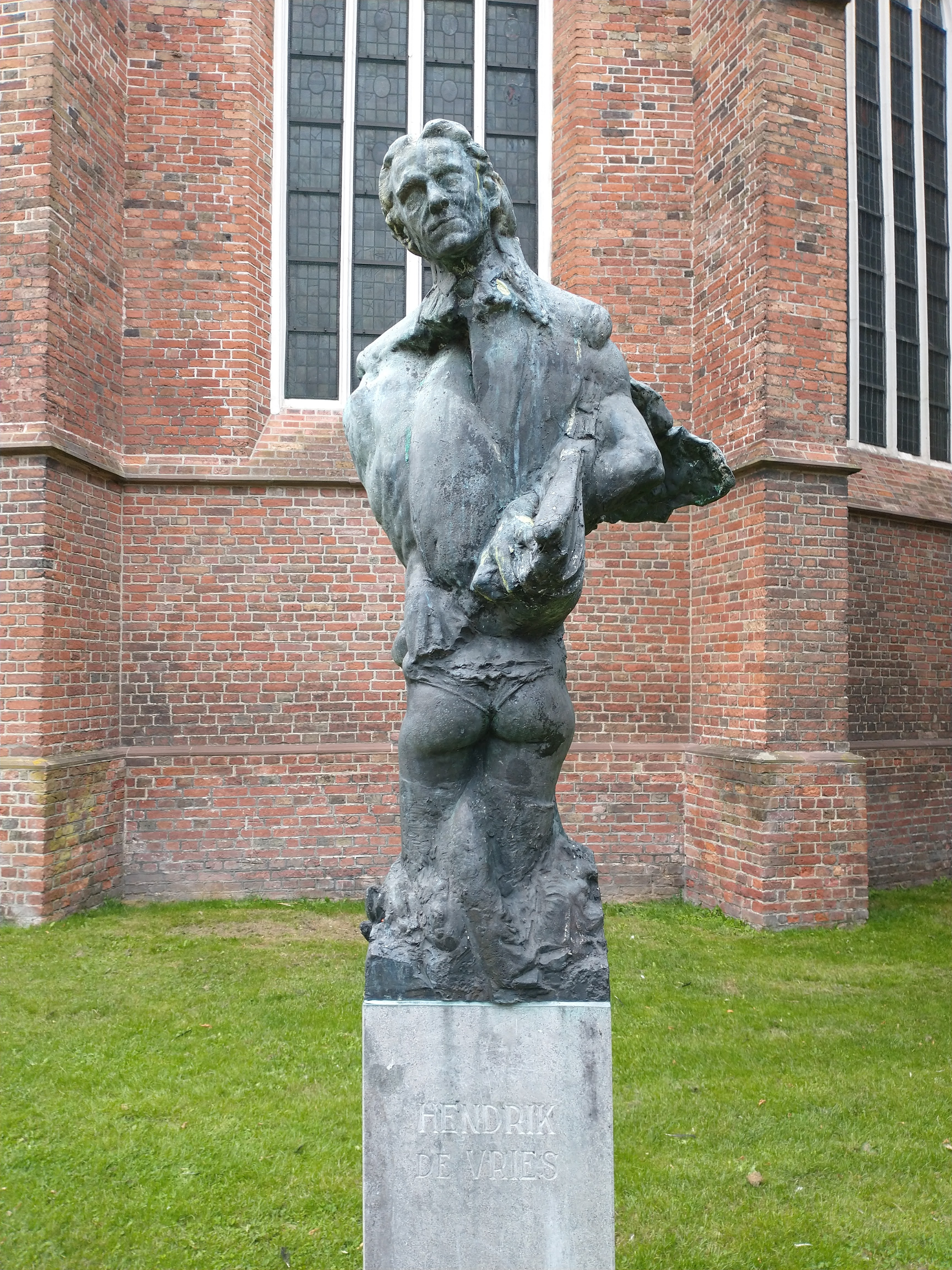
Groningen: Hendrik de Vries
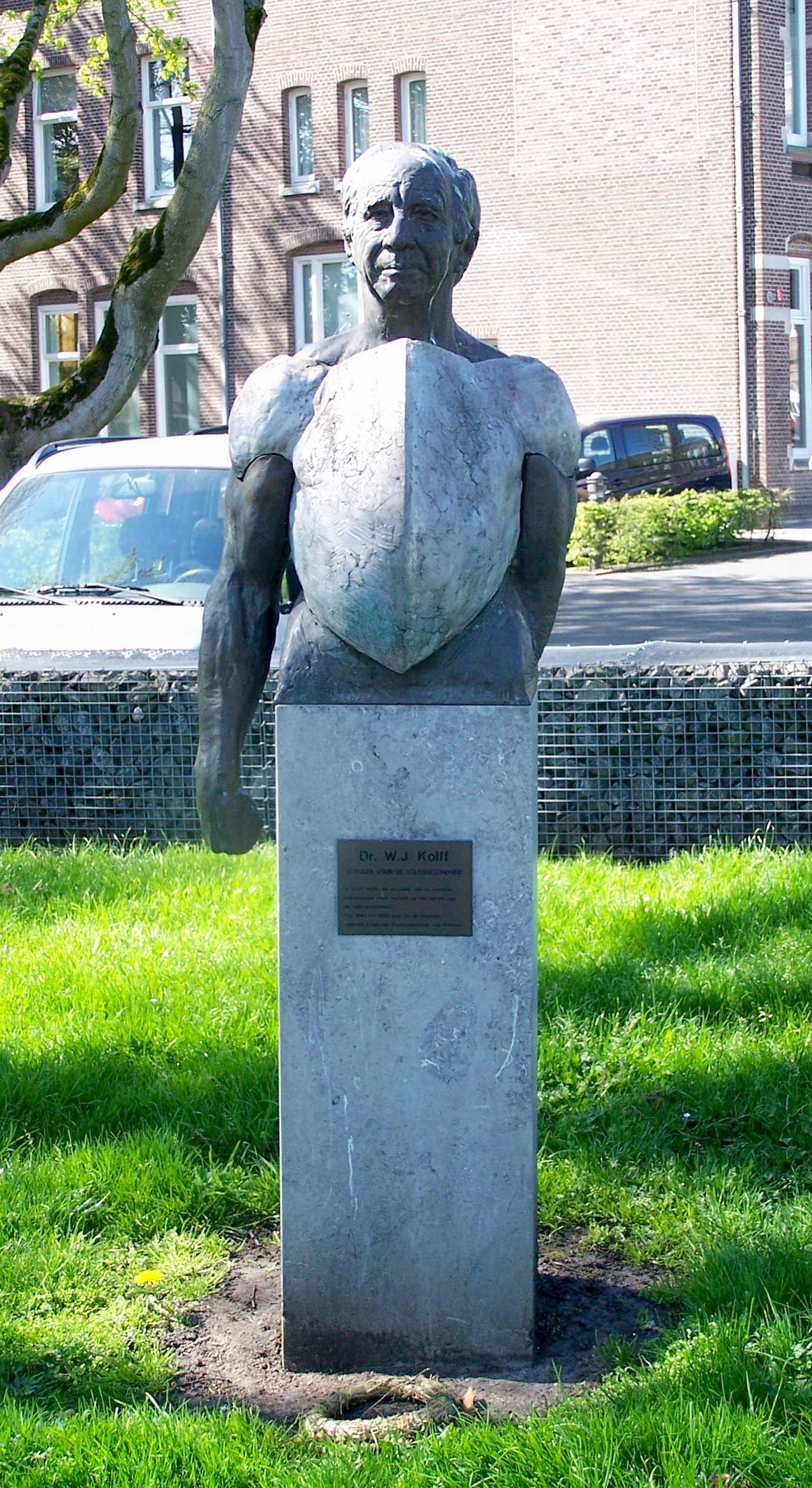
Kampen: Willem Kolff
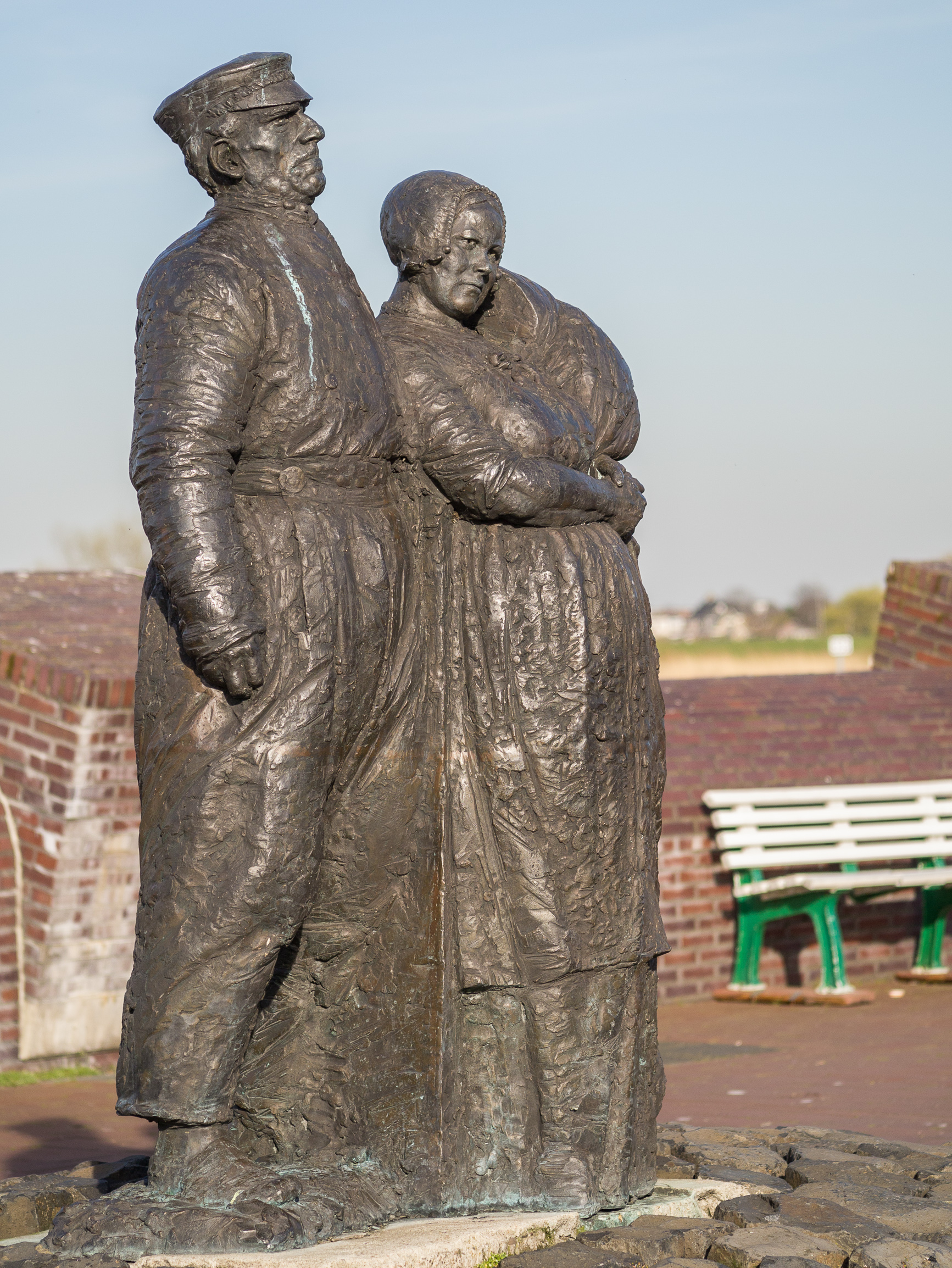
Kampen: Schokkermonument
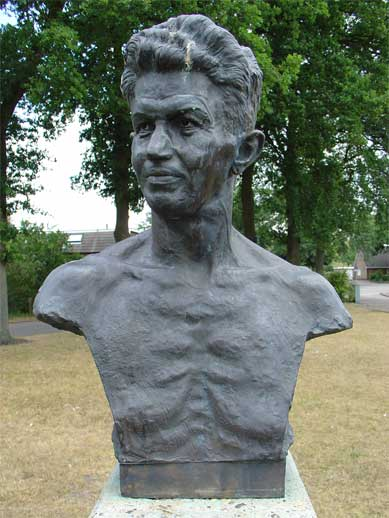
Hardenberg: Frits Slomp